# 宽顶尖卷螺
宽顶尖卷螺（学名：Rhizorus eburnea）为囊螺科尖卷螺属的动物。分布于日本，包括东海等海域，属于暖水性种类。其主要栖息于潮下带浅水区以及水深100米泥砂质底。